# Phthonandria brunnearia
Phthonandria brunnearia là một loài bướm đêm trong họ Geometridae.